# Boys Beware
Boys Beware (pol. Chłopcy, bądźcie ostrożni) – amerykański propagandowy film krótkometrażowy stworzony przez Sid Davis Productions, którego głównym założeniem jest przestrzeganie młodych chłopców przed drapieżnymi homoseksualistami. Film opublikowany został w 1961 i objęty był prawem autorskim, obecnie znajduje się w domenie publicznej.

## Ogólnie o filmie
Film został w całości zrealizowany na przedmieściach Los Angeles przy współpracy z wydziałem policji w Inglewood i Inglewood Unified School District. Narratorem jest mężczyzna opisujący siebie jako policjant udający się właśnie do jednej ze szkół na pogadankę o seksualnych drapieżcach czyhających na dorastających chłopców.
Pomijając panujące w latach 60. przekonanie, jakoby homoseksualni mężczyźni stanowili zagrożenie dla młodych chłopców, film znany jest ze względu na nietypowe postępowanie policyjne. Jeden z chłopców, Jimmy, zostaje zabrany do hotelu, gdzie jest molestowany, a następnie zgłasza sprawę na policję. Winowajca zostaje aresztowany, zaś Jimmy otrzymuje nadzór kuratorski, co może oznaczać, że wymiar sprawiedliwości obwinił go za wydarzenia, w których brał udział.
Kolejnym nieostrożnym chłopcem przedstawionym w filmie jest Mike, zamordowany przez porywacza, co narrator podsumowuje stwierdzeniem, że „przehandlował swoje życie za nagłówek w gazecie”.
Trzeci chłopiec, Denny, zostaje podstępem zwabiony do samochodu obcego mężczyzny. Mężczyzna zostaje aresztowany za sprawą kolegi Denny’ego, który spisał numery rejestracyjne samochodu i przekazał je matce chłopca, która zawiadomiła policję.
Czwartemu chłopcu, Bobby’emu, udaje się uciec, kiedy zdaje sobie sprawę, że śledzi go mężczyzna (grany przez samego Davisa), którego wcześniej widział w publicznej przebieralni przy plaży. Rezygnuje z wracania do domu na skróty, wracając dłuższą drogą z resztą chłopców.
Film przedstawia gejów jako gwałcicieli i pedofilów, kilkakrotnie określając homoseksualizm jako chorobę psychiczną. W filmie wykorzystano również inny powszechny w tamtych czasach stereotyp, jakoby geje nosili wąsy, okulary przeciwsłoneczne i krawaty.
W wyniku skromnego – nawet jak na 1961 rok – budżetu wynoszącego tysiąc dolarów (7,8 tys. po uwzględnieniu inflacji) w filmie zdarzają się dziwne sytuacje, przykładowo mężczyzna z trzeciej opowieści jeździ dokładnie tym samym chevrolet biscayne’em co detektyw-narrator.
Davis był w dobrej komitywie z wydziałem policji w południowej Kalifornii i kierował się jej sugestiami dotyczącymi przesłania filmu.
W 1973 roku zrealizowano kolorową wersję filmu, nazwaną Boys Aware. Wykorzystano w niej ten sam scenariusz i muzykę, wystąpili w niej jednak inni aktorzy. Kilku chłopców zagrały czarnoskóre osoby, całkowicie nieobecne w pierwotnej wersji.

## Opinie
W 2006 roku Margalit Fox z „The New York Timesa” określiła Boys Beware jako jeden z tych filmów Davisa, które „brzydko się zestarzały”.

## Galeria
- Kolorowa wersja (dostępne polskie napisy)
- Boys Aware, remake z 1973 roku